# Косюра, Владимир Терентьевич
Владимир Терентьевич Косюра, (род. 5 сентября 1938, Трудобеликовское сельское поселение, Краснодарский край) — советский, украинский и российский виноградарь и винодел, учёный-энолог, доктор технических наук, профессор. Заведующий отделом качества игристых вин Института «Магарач». Награждён знаком «Изобретатель СССР». Лауреат премии Совета Министров АР Крым (2002).

## Биография
Родился 5 сентября 1938 года в Трудобеликовском сельсовете Красноармейского района Краснодарского края. В 1958 году окончил Кишинёвский технологический техникум пищевой промышленности по специальности техник-винодел. В 1958—1961 годах трудился виноделом на Ларгенском винпункте Кагульского винзаводоуправления Молдавской ССР. В 1966 году окончил Одесский технологический институт пищевой и холодильной промышленности по специальности инженер-технолог винодел. В институте под руководством профессора Преображенского А. А. работал лаборантом по микровиноделию. Во время производственной практики работал технологом завода шампанских вин «Новый свет». С 1966 по 1968 год работал технологом и начальником цеха на винзаводе совхоза-завода «Виноградный» Симферопольского района Крымской области.
С 1968 и вплоть до 2006 года — сотрудник ВНИИВВ «Магарач» Минпищепрома СССР. Прошёл путь от младшего научного сотрудника до заведующего отделом метрологического обеспечения и автоматизации научных исследований, затем стал заведующим отдела качества игристых вин Института винограда и вина «Магарач» НААН. Доктор технических наук, профессор. Работал в соавторстве с сотрудниками института «Магарач» по научному обоснованию системы пооперационного контроля и управления качеством игристых вин на заводе «Новый свет», что позволило возобновить в 1988 году экспорт игристых вин. За работу "По обеспечению качества игристых вин завода шампанских вин «Новый свет» Владимиру Косюре в соавторстве присуждена государственная премия АР Крым в области науки и научно-технической деятельности 2002 года.
Косюра предложил концепцию развития игристых вин, как обобщение результатов исследований многих учёных и специалистов, руководимого им коллектива и собственных исследований. Вёл работы в области нормативно-правового обеспечения отрасли и создания современной её нормативно-правовой базы, гармонизированной в рамках СНГ, винодельческих стран Европы и мира. Владимир Косюра — один из разработчиков закона Украины «О вине». Благодаря его деятельности институт «Магарач» был признан ведущим научным учреждением по вопросам нормативного и метрологического обеспечения продукции садов, виноградников, винодельческой продукции, испытания и контроля её качества на Украине.
В 2006 году из-за конфликта с руководством института он вынужден был уволиться в знак протеста против действий администрации. Является консультантом на винодельческих заводах Украины, Узбекистана, Российской Федерации и Белоруссии, читает лекции по технологии вина в вузах России, издаёт учебные пособия.
Владимир Терентьевич Косюра награждён медалью СССР «За трудовое отличие», имеет знак «Изобретатель СССР» и другие знаки отличия и грамоты правительства.

## Научная деятельность
Сфера научной деятельности Владимира Косюры посвящена таким вопросам, как переработка вторичных сырьевых ресурсов виноделия, автоматизация процессов первичного виноделия, разработка системного принципа управления качеством продукции в виноделии, создание нормативного метрологического и законодательного обеспечения отрасли, разработка ресурсосберегающих технологий виноделия, автоматизация научных исследований и разработка современных информационных технологий, разработка программно-целевого управления производством винодельческих предприятий и образование корпоративных объединений по принципу замкнутого технологического цикла от питомниководства, возделывания винограда до реализации готовой конкурентоспособной винодельческой продукции, совершенствование нормативно-правовой системы отрасли и приведение её в соответствие с международными нормами и правилами.
Самостоятельно и в соавторстве им опубликовано 180 научных работ, издано 8 книг, 12 брошюр. Имеет семь авторские свидетельств на изобретение СССР и патентов Украины. Под его руководством подготовлены к защите кандидатские диссертации Паршина Б. Д., Зотова А. Н. (впоследствии директор НИВВ «Магарач»), Ялонецкого А. Я. (заведующий отделом технологии вина НИВВ «Магарач»).

## Избранная библиография
- О путях повышения качества шампанских виноматериалов // Виноградарство и виноделие СССР. 1989. № 3
- Якість як пріоритетний фактор у виноробстві // Виноград. Вино. 1998. № 3;
- Про реструктуризацію виноградарсько-виноробної галузі України // / Виноград. Вино. 1999. № 1
- Первоочередные задачи технического регулирования в виноградарстве и виноделии // «Магарач». Виноградарство и виноделие. 2003. № 4
- Косюра В. Т. Игристые вина : история, современность и основные направления производства. — Краснодар: Просвещение-Юг, 2006. — 504 с. — ISBN 5-98272-029-1.
- В. Т. Косюра, Л. В. Донченко, В. Д. Надыкта. Основы виноделия : учебное пособие для вузов. Серия Высшее образование. — 2-е изд.. — М.: Юрайт, 2021. — 422 с. — ISBN 978-5-534-05900-7.